# Вебер, Эрнст (футбольный тренер)
Эрнст Вебер (нем. Ernst Weber; 5 октября 1948, Крумбах, Винер-Нойштадт — 6 апреля 2011, Винер-Нойштадт) — австрийский футбольный тренер.
Игровая карьера его не была значительной. Играл в низших австрийских лигах за команды из Брунн-ам-Гебирге, Мёдлинга, Гунтрамсдорфа и Гросэнгерсдорфа.
Тренерскую карьеру начал в 1981 году в тренировочном центре Зюдштадта. Тренировал различные команды Австрии. С 1996 года стал работать в системе сборных команд. В 1996—1999 годах был главным тренером молодёжной сборной Австрии (U-21). С 1999 года занимал сразу несколько должностей, тренировал сборную Австрии из игроков до 19 лет, главную женскую сборную Австрии, женскую сборную Австрии (U-19). Работал также в футбольной ассоциации Австрии.
В 2003 году возглавлял сборную Австрии (U-17), с которой стал бронзовым призёром чемпионата Европы, проходившем в Португалии.
На клубном уровне наивысшиее достижение — победа в Кубке Австрии с «Кремсом» в 1988 году. Также, в 1989 году под его руководством команда «Адмира Ваккер» стала вице-чемпионом Австрии.
В 2002 году проходил курсы химиотерапии от онкологического заболевания.
Умер в 2011 году, в возрасте 62 лет, на следующий день после заключительного матча второго раунда отборочного турнира женского чемпионата Европы (U-19), в котором его команда проиграла Испании (0:4), при невыясненных обстоятельствах. У него остались жена Габи и сын. Неделей ранее покончила с собой австрийская дзюдоистка Клаудия Хайлль.